# Alois Richard Nykl

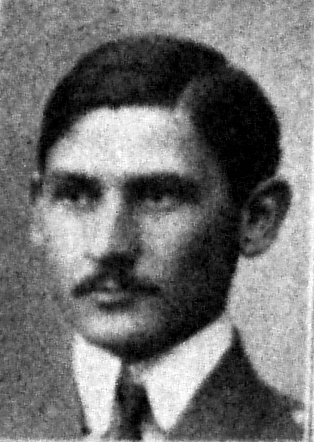
Alois Richard Nykl

Alois Richard Nykl (* 13. Dezember 1885 in Prag; † 5. Dezember 1958 in Evanston, Illinois) war ein US-amerikanischer Romanist, Hispanist und Arabist tschechischer Herkunft.

## Leben und Werk
Nykl studierte ab 1913 in der Schweiz und Deutschland. Dann emigrierte er nach Chicago und studierte dort Romanistik. Er verbrachte zwei Jahre in Mexiko und weitere zwei in Ägypten, ab 1911 war er in Japan. In Chicago machte er 1919 den Masterdegree  mit der Arbeit Transcription and commentary upon some Aljamiado texts. 1921 wurde er dort promoviert mit der Arbeit Rrekontamiento del rrey Alisandere. An aljamiado text, with introduction and notes (erschienen u. d. T. A compendium of Aljamiado literatura, in: Revue Hispanique 77, 172, 1929, S. 409–611) und erhielt die Staatsbürgerschaft der Vereinigten Staaten.
Er war an der Northwestern University in Evanston. Er forschte in Spanien und Mexiko.  Als Stipendiat der Universität Chicago bereiste er von 1929 bis 1932 die Länder Spanien, Marokko, Tunesien und den Libanon. Er war Professor am Oriental Institute of the University of Chicago. Ab 1941 lehrte er an der Harvard University.

## Werke
- (Übersetzer) A book containing the Risala known as the Dove's Neck-Ring about love and lovers composed by Abu Muhammad 'Ali Ibn Hazm Al-Andalusi, may God forgive him and pardon him, and the believers. Translated from the unique manuscript in the University of Leiden. Edited by D. K. Petrofin 1914,  Paris 1931
- (Hrsg.) El collar de la paloma de Ibn Hazm, París 1931
- (Hrsg.) Kitāb al-zahrah (The book of the flower), Chicago 1932
- (Hrsg.) Cancionero de Abén Guzmán, Madrid 1933
- (Übersetzer) Koran. Prvni úplný překlad z arabštiny, Prag 1934 (erste vollständige Übersetzung ins Tschechische)
- Věčné Japonsko cestopis, Prag 1939 (Reisebericht Japan, tschechisch)
- (Hrsg.) Istoria de los amores de Bayāḍ y Riyāḍ. Una chantefable oriental en estilo persa, New York 1941
- (Hrsg.) Duarte Galvão,Crónica del rey Dom Allomso Hamrríquez, Cambridge, Mass. 1942
- Hispano-Arabic poetry and its relations with the Old Provençal Troubadours, Baltimore 1946, Genf 1974 (französisch:  La poésie hispano-arabe et les premiers troubadours d'Aquitaine, Moustier-Ventadour 2005)
- (Hrsg.) Selections from Hispano-Arabic poetry, Beirut 1949